# L’equivoco stravagante
L’equivoco stravagante ist eine Opera buffa (Dramma giocoso per musica) in zwei Akten von Gioachino Rossini, die zuweilen auch mit einem deutschen Titel wie „Die verrückte Verwechslung“, „Das extravagante Missverständnis“, „Das bizarre Missverständnis“, „Mit List zum Ziele“ oder „Die verkehrte Braut“ versehen wird. Das Libretto stammt von Gaetano Gasbarri. Die Oper wurde am 26. Oktober 1811 im Teatro del Corso in Bologna uraufgeführt.

## Handlung
Gamberotto, ein neureicher Bauer, hat für seine Tochter Ernestina einen zukünftigen Ehemann namens Buralicchio ausgewählt, der reich, aber etwas einfältig ist. Die literarisch sehr interessierte Ernestina wird jedoch von dem mittellosen Ermanno verehrt, der, um seiner Angebeteten nahe zu sein, als Hauslehrer erscheint. Um den Heiratsaspiranten zu diskreditieren, wird mittels eines gefälschten Briefes das Gerücht verbreitet, Ernestina sei in Wirklichkeit ein Kastrat namens Ernesto, der als Mädchen verkleidet sei, um dem Militärdienst zu entgehen. Buralicchio wendet sich daraufhin von der vermeintlich Verkleideten ab und lässt den angeblichen Ernesto festnehmen, der ins Gefängnis abgeführt wird. In einer Soldatenuniform befreit Ermanno das unschuldige Opfer jedoch wieder. Nach weiteren Verwicklungen klärt sich die ganze Situation schließlich zur Zufriedenheit aller Beteiligten, und Ernestina und Ermanno beschließen zu heiraten.

### Erster Akt
Das Äußere eines alten Schlosses mit einem Tor
Szene 1. Ermanno wartet vor dem Tor darauf, die von ihm angebetete Ernestina sehen zu können (Nr. 1). Seine Freunde, die Bediensteten Frontino und Rosalia, lassen ihn ein. Ein Chor kündet die Ankunft des Hausherrn Gamberotto an. Dieser erscheint und philosophiert darüber, dass Insekten keinen Unterschied zwischen den Rängen der von ihnen geplagten Menschen machen. Frontino, Rosalia und der Chor bewundern seine Weisheit. Frontino stellt ihm Ermanno als den neuen Hauslehrer seiner Tochter Ernestina vor. Gamberotto wünscht, dass er sie in Philosophie unterrichtet.
Szene 2. Frontino und Rosalia versprechen Ermanno ihre Unterstützung. Als erstes müssen sich um den von Ernestinas Vater für sie auserkorenen Ehemann kümmern, den reichen Buralicchio. Sie betreten das Schloss.
Szene 3. Buralicchio besingt seine eigene Schönheit und Anziehungskraft auf das weibliche Geschlecht (Nr. 2). Seine einzige Sorge besteht darin, dass die Braut bei seinem Anblick vor Erstaunen sterben könnte.
Szene 4. Gamberotto begrüßt den zukünftigen Schwiegersohn übertrieben herzlich (Nr. 3). Buralicchio versichert ihm, in seiner Seele bereits eine „Nische“ für Ernestina vorbereitet zu haben. Gamberotto führt ihn fort, um ihn ihr vorzustellen.
Prunkvolle Bibliothek
Szene 5. Beobachtet von einem Chor von Literaten betrachtet Ernestina verschiedene Bücher und besingt die unerklärliche Leere, die sie im Herzen verspürt (Nr. 4). Der Chor versichert ihr, dass sie bald Trost finden werde. Ernestina vermutet die Liebe als Ursache ihres Leids. Die philosophischen Bücher in ihrer Bibliothek vermögen sie nicht zu beruhigen. Nach einem weiteren hoffnungsvollen Chor verlassen die Literaten den Raum (Nr. 5).
Szene 6. Gamberotto bereitet Ernestina auf die beiden Neuankömmlinge vor – den neuen Philosophie-Lehrer und ihren Bräutigam. Beide warten bereits vor der Tür.
Szene 7. Gamberotto führt Buralicchio und Ermanno in das Zimmer (Nr. 6). Ernestina begrüßt sie freundlich. Sie sieht in Ermanno einen neuen Platon und in Buralicchio den Hochzeitsgott Hymenaios mit der Kerze. Den beiden verschlägt es die Sprache. Gamberotto versucht Buralicchio auf die Sprünge zu helfen, indem er ihm ein Liebesgedicht souffliert. Dieser bringt die Worte jedoch durcheinander, so dass Ermanno das Lachen kaum zurückhalten kann. Ernestina fordert alle auf, ihr zu sagen, was sie an ihr am meisten bewundern. Ermanno nennt ihr sanftes Auge, Buralicchio ihre weichen Wimpern und Gamberotto ihr silbernes Antlitz (wie es ihr Vater hat). Ernestina verkündet nun, dass Ermanno ihren Geist erhalten solle und Buralicchio die „Materie“. Obwohl Buralicchio Ernestinas Versuche in philosophischer Sprache nicht versteht, ist sie zufrieden, denn sie kann endlich ihre Philosophie-Kenntnisse vervollkommnen. Buralicchio dagegen fühlt sich vernachlässigt. Ernestina hat zwar ihm die „Materie“ versprochen, aber die scheint der neue Lehrer zu genießen.
Szene 8. Gamberotto, Frontino und Rosalia haben das lautstark geführte Streitgespräch Buralicchio und Ernestinas gehört und treten dazwischen. Gamberotto fordert Buralicchio auf, seinen Zorn zu erklären, lässt ihn aber nicht zu Wort kommen (Nr. 7). Stattdessen preist er seine Tochter als „das neunte Weltwunder“ („La nona meraviglia“), Ermanno als Doktor der Philosophie, der in Blitzesschnelle einen Mann von einer Frau unterscheiden könne und Buralicchio als „Baum“, der in weniger als einem Jahr sechs Nachkommen („Sei germi in men d’un anno“) zeugen könne. Wenn Buralicchio seinen Verdacht nicht fallenlasse, werde er „mit dem Ätna in der Hand“ in den Kampf ziehen und wie der Trojaner Aeneas „das Meer einäschern“ („Col Mongibello in mano, e qual Enea troiano il mare incenerir“). Ernestina fühlt sich zu Unrecht von Buralicchio beleidigt.
Szene 9. Nachdem Ernestina, Gamberotto und Buralicchio gegangen sind, unterhalten sich Frontino und Rosalia über die Erfolgsaussichten Ermannos. Sie wollen ihm Ratschläge geben, damit er sich nicht unbedacht verrät. In der folgenden Arie besingt Rosalia die Schläue Amors, der sich nicht verstecken lassen will (Nr. 8).
Szene 10. Ernestina fragt Ermanno um Rat, wie sie sich Buralicchio gegenüber verhalten soll. Trotz der Beleidigung glaubt sie, ihn zu lieben, denn es sei jetzt üblich, den Verlobten mindestens eine halbe Woche lang anzubeten. Als Ermanno sie fragt, ob sie nach Ablauf dieser Zeit glücklich mit einem ungeliebten Mann leben könne, antwortet sie, dass die Heirat für ihren Vater nützlich sei. Könnte sie denn, um glücklich zu werden, einen Anderen finden? Ermanno bejaht diese Frage im folgenden Duett und gesteht ihr seine Liebe (Nr. 9).
Szene 11. Gamberotto versichert Buralicchio, dass seine Tochter gar nicht fähig dazu sei, die Ehre seiner Familie zu beschädigen. Er will die Vorwürfe gerichtlich untersuchen, denn – wie er der noch immer gekränkten Ernestina erklärt – gilt er als „zweifelhafter Vater“ („un dubbio genitor“), bis ihre Unschuld erwiesen ist. Ernestina antwortet mit umständlichen (philosophischen) Worten, dass Buralicchios Vorwürfe lediglich Truggebilde seiner Eifersucht seien. Gamberotto ist beeindruckt und beschimpft Buralicchio als „wildes Tier“ („bestia“). Ernestina ist erleichtert. Die drei versöhnen sich wieder und verlassen die Szene in gegenseitiger Umarmung (Nr. 10).
Szene 12. Ermanno ist erschüttert über die Versöhnung Ernestinas mit seinem Rivalen. Frontino und Rosalia versuchen vergeblich, ihn zu beruhigen. Ernestina hat seine Reaktion aus der Ferne beobachtet. Sie würde ihn gern erhören, muss aber die Würde ihres Ranges berücksichtigen. Ermanno, der Ernestina bemerkt hat, gibt vor, sich töten zu wollen. Rosalia und Frontino rufen um Hilfe. Ernestina tritt hinzu. Ermanno ergreift ihre Hand und küsst sie.
Szene 13. Buralicchio und Gamberotto überraschen das Paar. Nun scheint Ernestinas Schuld erwiesen. Gamberotto verlangt, dass Ermanno das Schloss verlässt. Allgemeines Chaos bricht aus, bis der Chor das Nahen einer Militärkolonne meldet und zur Ruhe auffordert.

### Zweiter Akt
Raum
Szene 1. Frontino berichtet einer Gruppe neugieriger Bauern von den Geschehnissen im Schloss (Nr. 11).
Szene 2. Frontino erzählt Rosalia von seinem Plan, Buralicchio loszuwerden (Nr. 12). Zu diesem Zweck hat er einen Brief vorbereitet. Als er Buralicchio kommen sieht, lässt er den Brief auf den Boden fallen und versteckt sich hinter einer Tür. Rosalia geht.
Szene 3. Buralicchio hebt den Brief auf. Frontino kommt hervor und fragt ihn scheinbar angsterfüllt, ob er einen Brief gefunden habe. Dieser sei außerordentlich wichtig für seinen Herrn. Neugierig gemacht öffnet Buralicchio den Brief und liest ihn laut. Dabei unterlaufen ihm eine Reihe von Fehlern, die Frontino korrigiert (z.B: „Gambero“ statt „Gamberotto“, „minotauri“ statt „militari“, „deserto“ statt „disertore“, „in salsa“ statt „in salvo“). Der Brief warnt Gamberotto davor, dass einer Militärkolonne im Anzug sei, um Deserteure festzunehmen. Er solle daher seinen als Frau verkleideten Sohn Ernesto in Sicherheit bringen. Buralicchio ist überrascht und verlangt Aufklärung von Frontino. Der erklärt, dass Gamberotto seinen Sohn Ernesto aus finanziellen Gründen als Kind für eine Sängerkarriere kastrieren lassen habe. Dann habe er es sich jedoch anders überlegt und ihn zum Soldaten bestimmt. Als er schließlich vermögend geworden war, habe er Ernesto desertieren lassen und unter dem Namen Ernestina aufgenommen. Buralicchio ist entsetzt über diese Neuigkeit. Er beschließt, Ernestina sofort zu verlassen.
Szene 4. Ernestina betritt den Raum. Sie will dem Beispiel des großmütigen Kaisers Titus folgen und Buralicchio seine Beleidigungen vergeben. Dieser fühlt sich auf den Arm genommen und lehnt ihre Zuneigungsbezeugungen grob ab (Nr. 13). Ernestina geht.
Szene 5. Buralicchio will sich für den vermeintlichen Betrug rächen und entfernt sich, um den Deserteur beim Kommandanten der Kolonne zu melden.
Szene 6. Ermanno versucht, sich mit Gamberotto zu versöhnen, um im Haus bleiben zu können. Gamberotto weist darauf hin, dass das unmöglich sei, wenn der Bräutigam so eifersüchtig ist. Er sei aber bereit ihm einen Wochenlohn zu zahlen. Nach der Hochzeit könne er gerne zurückkommen. Gamberotto geht.
Szene 7. Allein zurückgeblieben besingt Ermanno die grausame Wendung seines Glücks (Nr. 14). Er geht verzweifelt fort.
Szene 8. Ernestina hat Ermannos Kummer bemerkt. Sie bittet Rosalia, ihn zu holen. Rosalia führt Ermanno herein, bringt noch zwei Stühle und entfernt sich wieder.
Szene 9. Ernestina fragt Ermanno, ob er sie liebt. Dieser bestätigt es. Wenn er nicht wiedergeliebt werde, wolle er lieber sterben. Ernestina kann ihre Gefühle nicht länger unterdrücken. Sie will ihm ebenfalls ihre Liebe gestehen. In diesem Moment kommt Rosalia zurück, um sie vor der Ankunft Gamberottos zu warnen (Nr. 15). Dieser erscheint kurz darauf mit Buralicchio. Gamberotto bringt Buralicchio zum Schweigen, und alle beobachten das weitere Gespräch des Paares. Gamberotto wundert sich, dass Buralicchio nun nicht mehr eifersüchtig ist, sondern sich sogar darüber zu freuen scheint. Im größten Durcheinander erscheint eine Gruppe Soldaten mit ihrem Kapitän. Ernestina wird festgenommen und fortgeführt. Auch die anderen gehen.
Szene 10. Frontino und Rosalia sind überrascht von der unerwarteten Wendung und suchen nach einer Lösung. Sie gehen wieder.
Szene 11. Buralicchio freut sich über den gelungenen Streich. Gamberotto wirft ihm vor, tatenlos zuzusehen, wie seine Tochter ins Gefängnis geführt wird. Buralicchio erklärt, dass er sie verstoße wolle, weil er nichts mehr mit ihr anfangen könne. In der folgenden Arie besingt Gamberotto das traurige Geschick seiner Tochter, die eine beißende Satire über Buralicchio schreiben werde (Nr. 16).
Altes Gefängnis mit hohen Fenstern, durch die Licht eintritt
Szene 12. Während Ernestina fast verzweifelt, erscheint Ermanno am Fenster und steigt mit Hilfe eines Seils herab. Er hat eine Uniform mitgebracht, die Ernestina für die Flucht anziehen soll. Ermanno bittet sie, seine Liebe anzunehmen (Nr. 17). Beide klettern aus dem Fenster.
Ein altes Dorf in der Nähe des Schlosses mit verschiedenen Häusern, aus denen Soldaten treten
Szene 13. Die als Soldat gekleidete Ernestina dankt Ermanno für seinen Mut und seine Treue und versichert ihm ihre Liebe (Nr. 18). Sie schließen sich den Soldaten an.
Salon im Haus Gamberottos
Szene 14. Frontino macht Buralicchio Vorwürfe wegen seines Verrats. Da sich jetzt alle gegen ihn bewaffnen, rate er ihm zur Flucht. Frontino bietet an, ihn zu begleiten (Nr. 19). Buralicchio stimmt zu. Als sie Leute kommen hören, verstecken sie sich.
Letzte Szene. Gamberotto kommt mit den mit Knüppeln bewaffneten Dorfbewohnern, um den Spion aufzuspüren und zu bestrafen. Sie verschwinden wieder. Ermanno und Ernestina erscheinen. Der noch vor Angst zitternde Buralicchio spricht sie an. Er ist überrascht, dass sie frei ist, hat aber nichts mehr die Vereinigung der beiden einzuwenden. Gamberotto und die Bauern kehren zurück und bedrohen Buralicchio. Ernestina hält sie zurück. Wichtig sei nur, dass Buralicchio fortgehe. Dieser „verrät“ Ermanno, dass Ernestina in Wirklichkeit ein „musico“ (Kastrat) sei – wie er von Frontino erfahren habe. Frontino erklärt den Anwesenden seinen Streich. Ermanno bittet Gamberotto um Vergebung, und dieser gibt dem Paar schließlich seinen Segen. Alle feiern den glücklichen Tag. Nur Buralicchio bleibt allein.

## Gestaltung

### Instrumentation
Die Orchesterbesetzung der Oper enthält die folgenden Instrumente:
- Zwei Flöten, zwei Oboen, zwei Klarinetten, zwei Fagotte
- Zwei Hörner, zwei Trompeten
- Pauken, Catuba (Große Trommel), Becken, Kleine Trommel
- Streicher
- Continuo

### Musiknummern
Die Oper enthält die folgenden Musiknummern:
- Sinfonia (nicht erhalten)

Erster Akt
- Nr. 1. Introduktion (Ermanno, Frontino Rosalia): „Si cela in quelle mura“ (Szene 1)
- Nr. 2. Cavatine (Buralicchio): „Occhietti miei vezzosi“ (Szene 3)
- Nr. 3. Duettino (Gamberotto, Buralicchio): „Ah vieni al mio seno“ (Szene 4)
- Nr. 4. Cavatine (Ernestina): „Oh come tacita osserva e medita!“ (Szene 5)
- Nr. 5. Chor: „Andrem, vedrem, faremo“ (Szene 5)
- Nr. 6. Quartett (Ernestina, Ermanno, Gamberotto, Buralicchio): „Ti presento a un tempo istesso“ (Szene 7)
- Nr. 7. Arie (Gamberotto): „Parla, favella, e poi“ (Szene 8)
- Nr. 8. Arie (Rosalia): „Quel furbarel d’amore“ (Szene 9)
- Nr. 9. Duett (Ernestina, Ermanno): „Sì, trovar potete un altro“ (Szene 10)
- Nr. 10. Finale I: „Volgi le amabili pupille elastiche“ (Szenen 11–13)

Zweiter Akt
- Nr. 11. Introduktion (Frontino, Chor): „Perché sossopra, diteci un po’“ (Szene 1)
- Nr. 12. Arie (Frontino): „Vedrai fra poco nascere“ (Szene 2)
- Nr. 13. Duett (Ernestina, Buralicchio): „Vieni pur, a me t’accosta“ (Szene 4)
- Nr. 14. Rezitativ und Arie (Ermanno): „E mi lascia così?“ (Szene 7)
- Nr. 15. Quintett (Rosalia, Ernestina, Ermanno, Gamberotto, Buralicchio): „Speme soave“ (Szene 9)
- Nr. 16. Arie (Gamberotto): „Il mio germe“ (Szene 11)
- Nr. 17. Cavatine (Ermanno): „D’un tenero ardore“ (Szene 12)
- Nr. 18. Szene und Rondo (Ernestina): „Il periglio passò; fra poco io sono“ / „Se per te lieta ritorno“ (Szene 13)
- Nr. 19. Finale II: „Scapperò: questo mi pare“ (Szenen 19–20)

### Libretto
Der Text der Oper wurde in der Vergangenheit überwiegend als minderwertig bewertet. Er enthält eine Reihe von anzüglichen Wortspielen, die nach der Uraufführung zum Aufführungsverbot führten. Dennoch zeigen sie die hohe Bildung des Librettisten Gaetano Gasbarri. Einzelne Zeilen zitieren auf ironische Weise Pietro Metastasio, so dass der Text wie eine Parodie auf dessen Opernlibretti wirkt. Persifliert werden Emporkömmlinge, die sich nach ihrem Aufstieg der Philosophie widmen und das gelehrte Vokabular auf übertriebene oder falsche Weise verwenden. Das Motiv des angeblichen Kastraten ist ein Hinweis auf ein damals aktuelles Problem, da die Knabenkastration nach Ankunft der napoleonischen Truppen verboten worden war und die betroffenen jungen Männer nun Schwierigkeiten hatten, in der Gesellschaft Fuß zu fassen.

### Musik
Obwohl es sich um ein Frühwerk Rossinis handelt, zeigt die Oper bereits – vor allem in den Ensemblesätzen – seine volle Reife. Sie enthält eine Fülle von pastoralen, burlesken, buffonesken und romantischen Einfällen. Bereits die Introduktion des ersten Aktes (Nr. 1) beginnt mit einer pastoralen Einleitung, die in einem buffonesken Trio mündet. Das Duett von Gamberotto und Buralicchio (Nr. 3) ist gekennzeichnet durch burleske Stottereien („Ahi! ahi! che già gocciolo […] che già verso“ – „Au! Au! Ich tropfe schon […] Ich rinne schon“). Die Partie der Ernestina trägt sowohl naive als auch boshafte und heldenhafte Charakterzüge.:156

## Werkgeschichte

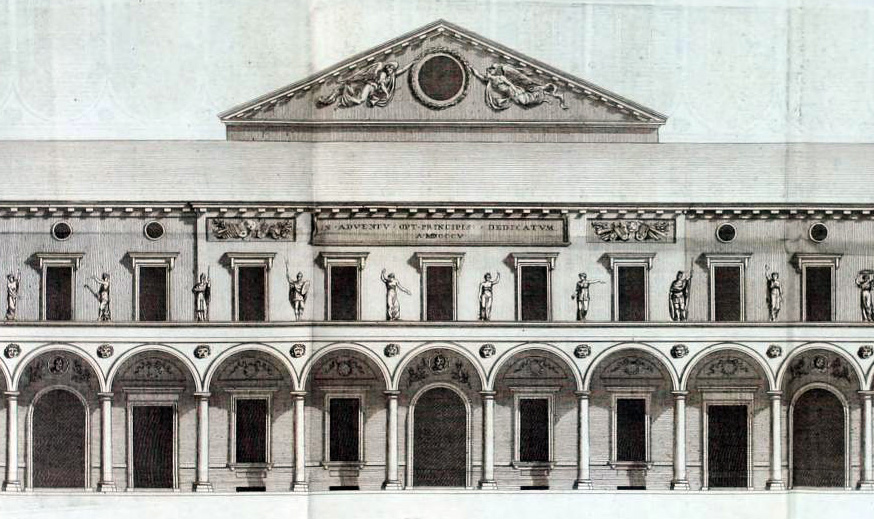
Teatro del Corso Bologna (1805)

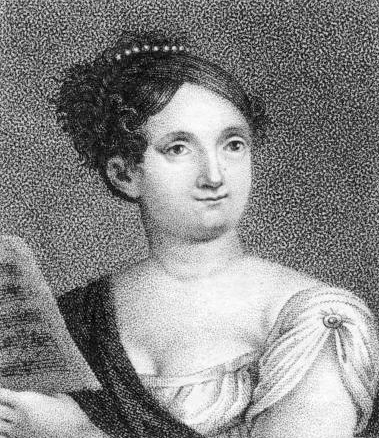
Marietta Marcolini (ohne Jahr)

Nach seinem Erfolg von La cambiale di matrimonio in Venedig kehrte der kaum neunzehnjährige Rossini nach Bologna zurück. Dort erhielt er im Sommer 1811 von einem Impresario des Teatro del Corso den Auftrag, zwei Opern (L’Oro non compra amore von Marcos António Portugal und Ser Marcantonio von Stefano Pavesi) am Cembalo zu begleiten und eine neue Oper zu komponieren. Für die Komposition sollte er 50 Piaster erhalten.:26 Das Libretto stammte von Gaetano Gasbarri, einem eher mittelmäßigen Librettisten aus Florenz. Die Uraufführung fand am 26. Oktober 1811 statt.:12 Als Sänger wirkten die Altistin Marietta Marcolini (Ernestina), die Bässe Domenico Vaccani (Gamberotto) und Paolo Rosich (Buralicchio), die Tenöre Tommaso Berti (Ermanno) und Giuseppe Spirito (Frontino) sowie die Mezzosopranistin Angela Chies Sacconi (Rosalia) mit. Die Aufführung wurde vom Publikum positiv aufgenommen. Die Zensur fand das Stück aus mehreren Gründen jedoch anstößig, insbesondere bemängelte sie zweideutige Situationen, Veralberung der Wohlhabenden und des Militärs sowie Verspottung der Kastraten. Trotz einiger Änderungen im Text wurde die Aufführung der Oper bereits nach drei Vorstellungen in Bologna verboten.
1825 wurden Teile der Musik zusammen mit Stücken aus anderen Rossini-Opern an ein anderes Libretto angepasst und unter dem Originaltitel in Triest aufgeführt. Anschließend fiel die Oper in Vergessenheit. Erst im September 1965 gelangte es in einer Bearbeitung von Vito Frazzi in Siena wieder zur Aufführung. Diese Fassung wurde 1968 beim irischen Wexford Festival Opera auf die Bühne gebracht.:13 Seitdem wurde die Oper gelegentlich aufgeführt, beispielsweise in Bern 1973, Bad Wildbad (Rossini in Wildbad) 1993/94 und 2000, Hamburg-Altona 2001/02, New York (Bronx Opera) 2004, Berlin (Deutsche Oper, konzertant) 2004, beim englischen Festival Garsington Opera 2004, Pesaro (Rossini Opera Festival Pesaro) 2002 und 2008 sowie in Riehen (Opernfestival Riehen) 2011.
Es ist nicht sicher, welche Ouvertüre Rossini für L’equivoco stravagante vorgesehen hatte. In der Ricordi-Ausgabe des Klavierauszugs, die Mitte des 19. Jahrhunderts herausgegeben wurde, ist die Ouvertüre aus Il barbiere di Siviglia (1816) enthalten, die Rossini auch für Aureliano in Palmira (1813) und Elisabetta regina d’Inghilterra (1815) genutzt hatte. Möglicherweise war diese Wahl vom Herausgeber getroffen worden. Es wird gemutmaßt, dass die ursprüngliche Ouvertüre (falls eine solche existierte) später auf eine spätere Oper übertragen wurde. Das Quintett im zweiten Akt basiert auf dem Quartett aus Demetrio e Polibio.:13 Rossini verwendete es – ebenso wie das Trio des ersten Aktes – im folgenden Jahr auch in La pietra del paragone.:27

## Aufnahmen
- Jahr unbekannt (deutsche Rezitative, rekonstruierte Originalfassung von Rüdiger Boh): Rüdiger Boh (Dirigent), Stuttgarter Kammerorchester, Prague Men’s Chorus, Prager Bläserensemble. Heidi Brunner (Ernestina), Mark Holland (Gamberotto), Hernan Itturalde (Buralicchio), Omar Jara (Ermanno), Sonia Malta (Rosalia), Alexander Judenkow (Frontino).[10]:15841
- 7. September 1965 (live von der Musikwoche Siena): Alberto Zedda (Dirigent), Orchestra dell’Accademia Musicale Chigiana, Coro dei Cantori Pisane. Margherita Rinaldi (Ernestina), Carlo Badioli (Gamberotto), Paolo Pedani (Buralicchio), Pietro Bottazzo (Ermanno), Elena Barcis (Rosalia), Florindo Andreolli (Frontino). E.J. Smith „The Golden Age of Opera“ EJS 348 (2 LP).[10]:15842
- 8. Februar 1974 (live, konzertant aus Neapel, gekürzte Fassung von Vito Frazzi mit Finale aus La gazzetta): Bruno Rigacci (Dirigent), Orchestra „Alessandro Scarlatti“ della RAI di Napoli, Coro dell’Associatione A. Scarlatti di Napoli. Margherita Guglielmi (Ernestina), Sesto Bruscantini (Gamberotto), Rolando Panerai (Buralicchio), Giuseppe Baratti (Ermanno), Elena Zilio (Rosalia), Carlo Gaifa (Frontino). GAO CD: GAO 154/55.[10]:15843
- Juli 2000 (Live vom Festival Rossini in Wildbad, revidierte Originalfassung von Alberto Zedda): Alberto Zedda (Dirigent), Czech Chamber Soloists Brno, Männer des Czech Chamber Chorus. Petia Petrova (Ernestina), Mario di Felici (Gamberotto), Marco Vinco (Buralicchio), Dario Schmunck (Ermanno), Monica Minarelli (Rosalia), Eduardo Santamaría (Frontino). Naxos 8.660087-88 (2 CD).[10]:15844
- Oktober 2001 (Video, live aus Modena): Francesco Esposito (Inszenierung), Carmine Carrisi (Dirigent), Orchestra del Conservatorio di Musica G.B. Martini di Bologna, Coro Filarmonica di Piacenza. Olga Voznessenskaja (Ernestina), Carlo Morini (Gamberotto), Luciano Miotto (Buralicchio), Vito Martino (Ermanno), Silvia Vajente (Rosalia), Daniele Maniscalchi (Frontino). Kikko Classic KC 081 (2 CD).[10]:15845
- 10. August 2002 (live vom Rossini Opera Festival Pesaro, Secco-Rezitative leicht gekürzt): Donato Renzetti (Dirigent), Pesaro Festival Orchestra, Prague Chamber Chorus. Silvia Tro Santafé (Ernestina), Bruno Praticò (Gamberotto), Lorenzo Regazzo (Buralicchio), Antonio Siragusa (Ermanno), Natalia Gavrilan (Rosalia), Stefano Ferrari (Frontino). House of Opera CD 836 (2 CD).[10]:15846